# دينيسي باور
دينيسي باور (بالإنجليزية: Denise Bauer)‏ هي دبلوماسية أمريكية، ولدت في 30 يناير 1963.